# Asesinatos de la familia Walker
El 19 de diciembre de 1959, Christine, Cliff Walker y sus dos hijos fueron asesinados en su casa en Osprey, en Florida.

## El asesinato de 1959
Las autoridades creen que Christine Walker, de 24 años, llegó a la casa agrícola de la familia alrededor de las 16 horas de la tarde del sábado 19 de diciembre de 1959, donde fue sorprendida mientras dejaba la compra, y a pesar de su resistencia, violada y luego cosida a balazos. Su esposo Cliff, de 25 años, llegó poco después con su hijo Jimmie de 3 años y su hija Debbie de 1 año. Cliff fue emboscado y también asesinado, muriendo a consecuencia de varios disparos. Los pequeños fueron asesinados a continuación. Jimmie recibió un disparo y Debbie también fue disparada además de ser ahogada en la bañera. Se desconoce la causa real de la muerte y podrían haberle disparado en la bañera. Las noticias notaron que había regalos alrededor del árbol de Navidad.
Las pruebas físicas que quedaron en la escena incluyeron una bota de vaquero ensangrentada, una tira de celofán de una envoltura de cigarrillos Kool y una huella digital en la manija del grifo de la bañera.
Un asesino en serie llamado Emmett Monroe Spencer confesó los asesinatos, pero la confesión fue desacreditada por el alguacil del condado de Sarasota, Ross Boyer, quien calificó a Spencer de mentiroso patológico. La confesión de Spencer estaba "decidida a ser construida inteligentemente a partir de asesinatos reales escritos en periódicos y novelas de crímenes reales que le gustaba leer". En 1994, un camarero de Stroudsburg (Pensilvania) llegó a ponerse en contacto con la Oficina del Sheriff del condado donde había tenido lugar el asesinato, alegando que uno de sus clientes se había jactado de haber matado a la familia Walker; este consejo nunca fue verificado.
La policía nunca identificó un motivo y 587 personas fueron sospechosas en un momento u otro. El caso permanece abierto.

## Investigaciones posteriores de 2012
En 2012, la Oficina del Sheriff del condado de Sarasota comenzó a investigar posibles vínculos entre los asesinatos de la familia Walker y Perry Smith y Richard Hickock, que habían sido condenados y ejecutados por el asesinato de la familia Clutter en Holcomb (Kansas). El crimen contra los Clutter fue el tema central del libro de Truman Capote A sangre fría, publicado en 1965. Si bien ese libro dedicó varias páginas al caso Walker, descartó una posible conexión con Hickock y Smith, afirmando que los dos hombres tenían una coartada para ese día. Sin embargo, los registros y relatos de testigos recopilados por los investigadores de Kansas y Florida muestran varias contradicciones fácticas en el relato de Capote.
La Oficina del Sheriff admitió que Hickock y Smith habían sido considerados sospechosos desde 1960. Después de matar a cuatro miembros de la familia Clutter en Kansas, 34 días antes de los asesinatos de Walker, Smith y Hickock huyeron a Florida en un automóvil robado y fueron vistos al menos una docena de veces entre Tallahassee y Miami. La pareja se registró en un motel de Miami Beach, a unas cuatro horas de Osprey, y se marchó la mañana de los asesinatos de los Walker. En algún momento de ese día, Smith y Hickock compraron artículos en unos grandes almacenes de Sarasota, a solo unas millas de la casa de los Walker. Un testigo dijo que el más alto de los dos hombres "tenía la cara arañada". La pareja fue arrestada en Las Vegas (Nevada), el 30 de diciembre de 1959, por los asesinatos de los Clutter, y fueron ejecutados en la horca el 14 de abril de 1965. Si bien una prueba de polígrafo pareció exonerarlos de los asesinatos de los Walker, al menos un experto ha afirmado que las máquinas de polígrafo de principios de la década de 1960 eran notoriamente inexactas.
Según los registros del alguacil, los Walker habían estado considerando comprar un Chevrolet Bel Air de 1956, el mismo tipo de automóvil robado que Smith y Hickock conducían por Florida. Por lo tanto, se cree que Smith y Hickock pudieron haber ingresado a la casa de los Walker con el pretexto de vender su automóvil.
En diciembre de 2012, los investigadores del condado de Sarasota anunciaron que estaban buscando una orden para exhumar los cuerpos de Smith y Hickock del cementerio Mount Muncie, con la esperanza de que el ADN mitocondrial extraído de sus huesos pudiera compararse con el semen encontrado en casa de los Walker. Los cuerpos de Hickock y Smith fueron exhumados y extraído el ADN. Las autoridades de Kansas declararon que procesarían las muestras de ADN y que los casos activos tendrían mayor prioridad y que los resultados tardarían "semanas o meses".
En agosto de 2013, la oficina del alguacil del condado de Sarasota anunció que no pudieron encontrar una coincidencia entre el ADN de Perry Smith o Richard Hickock con las muestras del asesinato de la familia Walker. Solo se pudo recuperar ADN parcial, posiblemente debido a la degradación de las muestras de ADN a lo largo de las décadas o la contaminación en el almacenamiento, lo que hace que el resultado sea incierto (ni prueba ni refuta la participación de Smith y Hickock). En consecuencia, los investigadores han declarado que Smith y Hickock siguen siendo los sospechosos más viables. Sin embargo, basándose en los artículos personales que fueron robados, Katherine Ramsland, de la Universidad de Pensilvania, llegó a creer que Smith y Hickock eran poco probables y, en cambio, sospechaba que el asesino conocía al menos a un miembro de la familia Walker. El certificado de matrimonio de los Walker, que se informó como robado, había aparecido entre los artículos que un pariente le había dado recientemente a la sobrina de Cliff Walker.